# Regering-Diependaele
De regering-Diependaele is de huidige Vlaamse regering onder leiding van Matthias Diependaele. Ze werd gevormd na de Vlaamse verkiezingen van 9 juni 2024 en bestaat uit de partijen N-VA, Vooruit en CD&V, in een constellatie die in de pers voornamelijk een 'raketijscoalitie' (geel-oranje-rood) werd genoemd. Ze volgde de regering-Jambon op. De regering-Diependaele legde op 30 september 2024 de eed af in het Vlaams Parlement, waarna minister-president Diependaele ook bij koning Filip van België de eed aflegde. 

## Samenstelling
De regering bestaat uit negen ministers (acht ministers en één minister-president). N-VA heeft vijf ministers (inclusief de minister-president), Vooruit twee en CD&V ook twee. De N-VA heeft hiermee één minister meer dan in de vorige regering, de tweede grootste partij één minder.
| Naam        | Naam                        | Partij      | Partij      | Functie en bevoegdheden |
| Kernkabinet | Kernkabinet                 | Kernkabinet | Kernkabinet | Kernkabinet |
| ----------- | --------------------------- | ----------- | ----------- | --- |
|             | Matthias Diependaele (1979) |             | N-VA        | Minister-president en minister Economie, Innovatie, Industrie, Buitenlandse Zaken, Digitalisering en Facilitair Management                                        |
|             | Melissa Depraetere (1992)   |             | Vooruit     | Viceminister-president en minister Wonen, Energie en Klimaat, Toerisme en Jeugd                                                                                   |
|             | Hilde Crevits (1967)        |             | CD&V        | Viceminister-president en minister Binnenland, Steden- en Plattelandsbeleid, Samenleven Integratie en Inburgering, Bestuurszaken, Sociale Economie en Zeevisserij |
|             | Ben Weyts (1970)            |             | N-VA        | Viceminister-president en minister Begroting en Financiën, Vlaamse Rand, Onroerend Erfgoed, Dierenwelzijn                                                         |
| Ministers   |                             |             |             | |
|             | Zuhal Demir (1980)          |             | N-VA        | Minister Onderwijs, Werk, Justitie en Handhaving |
|             | Caroline Gennez (1975)      |             | Vooruit     | Minister Welzijn, Armoedebestrijding, Cultuur en Gelijke Kansen                                                                                                   |
|             | Jo Brouns (1975)            |             | CD&V        | Minister Omgeving en Landbouw |
|             | Annick De Ridder (1979)     |             | N-VA        | Minister Mobiliteit, Openbare Werken, Havens en Sport |
|             | Cieltje Van Achter (1979)   |             | N-VA        | Minister Brussel en Media |

## Situatie Vlaams Parlement
De meerderheid van het parlement wordt gevormd door N-VA, Vooruit, CD&V, zij bezitten 65 van de 124 zetels. De oppositie wordt gevormd door Vlaams Belang, Open VLD, Groen en PVDA. Zij bezitten 59 zetels.
De functie van parlementsvoorzitter maakt deel uit van de te bedelen mandaten. De onderhandelende partijen beslisten dat Vooruit de voorzitter van het Vlaams Parlement mocht leveren. De partij besloot echter een voordracht van een kandidaat-parlementsvoorzitter uit te stellen tot het einde van het jaar, naar eigen zeggen om de continuïteit van het parlement te verzekeren. Hierdoor kon uittredend voorzitter Liesbeth Homans (N-VA) voorlopig voorzitter van het Vlaams Parlement blijven.
Tijdens de eerste vergadering van 2025 werd Freya Van den Bossche (Vooruit) voorgedragen als voorzitter van het Vlaams Parlement.

## Beleid
Het regeerakkoord, dat op 30 september 2024 werd voorgesteld, is getiteld "Samen werken aan een warm en welvarend Vlaanderen".

Het Vlaamse budget is jaarlijks € 65 miljard, waarvan meer dan de helft naar onderwijs (€ 19 miljard) en welzijn (€ 17 miljard) gaat.
Geens I · 
Geens II · 
Geens III · 
Geens IV · 
Van den Brande I · 
Van den Brande II · 
Van den Brande III · 
Van den Brande IV · 
Dewael · 
Somers · 
Leterme · 
Peeters I · 
Peeters II · 
Bourgeois · 
Homans · 
Jambon ·
Diependaele